# پری‌شاهرخ قهوه‌ای
پری‌شاهرخ قهوه‌ای (نام علمی: Oriolus szalayi) نام یک گونه از سرده پری‌شاهرخ است.